# Piola unicolor
Piola unicolor là một loài bọ cánh cứng trong họ Cerambycidae.